# タイリョウザクラ
タイリョウザクラ（大漁桜）とは、静岡県熱海市網代で作出された早咲き桜の一種。

## 概要
網代中学・多賀中学校長を務め、桜の育種家としても有名だった角田晴彦が、1965年（昭和40年）頃にオオシマザクラ（大島桜）とカンザクラ（寒桜）から作出した品種。
基本的な開花時期は3月下旬だが、温暖な地域・年では2月下旬頃から咲くこともある。春先の漁の時期に咲くことや、紅が混ざった淡いピンクの花弁が「桜鯛」（春に獲れる真鯛のこと）の色に似ていることなどから、「タイリョウザクラ（大漁桜）」と名付けられた。
原木は網代漁港の網干場にあったが、1998年（平成10年）頃に漁業関係者が阿治古神社へと寄贈し、本殿脇に2本植栽された。
花弁が美しく、潮風にも強いということで、日本花の会の推奨品種・配布対象品種にも選ばれているため、日本全国各地で植栽されている。

## 主な植栽場所
- 阿治古神社本殿脇（2本） - 静岡県熱海市網代。原木があった網代漁港関係者から寄贈。
- 鈴廣 かまぼこの里（数本） - 神奈川県小田原市風祭。
- 酒匂川脇（数十本） - 神奈川県小田原市成田。小田原アリーナ対岸。
- 小金井公園（2本） - 東京都小金井市。
- 円道寺池（数本） - 栃木県益子町。
- 中根駅（数本） - 茨城県ひたちなか市。
- 女川駅周辺（100本以上） - 宮城県女川町。「女川桜守りの会」主催で植樹。
- 片倉初発神社周辺（約300本） - 福島県南相馬市原町区。
- 碧南市臨海公園（1本） - 愛知県碧南市。
- 室戸広域公園（数本） - 高知県室戸市。
- 浦上川桜回廊（数本） - 長崎県長崎市。